# 中正鎮
中正鎮是中华人民共和国江苏省连云港市灌云县曾經設置的一個行政建制镇。中正鎮一名源自既有地名「中正疃」，在清朝時曾屬板浦鹽場，後獲單獨劃設鹽場。中正鎮及其前身（兩代中正鄉與第一代中正鎮）的行政區劃建制曾不斷發生變化，使其總共經歷三度撤銷、四度改制（含東辛鄉的兩度改制）。中正鎮於2000年8月併入板浦镇，並隨著2009年6月板浦鎮從灌雲縣劃入海州區起，成為海州區的一部分。

## 歷史

### 中國共產黨建政前
中正鎮之地在清朝時已有「中正疃」的地名:14，中正疃屬1724年（雍正二年）升格為直隸州的海州直隶州。1725年（雍正三年），此前屬板浦鹽場的中正疃獲單獨劃設為中正鹽場:14。1909年1月18日（光绪三十四年十二月二十七日），朝廷公佈了《城鎮鄉地方自治章程》，規定府、廳、州、縣治所在城廂地方稱「城」，人口五萬以上的村莊屯集地方稱「鎮」，不滿者稱「鄉」:14。
1911年11月21日（宣統三年十月初一日），江蘇臨時議會成立，通過了《江蘇暫行市鄉制》，並於次年1月經修正頒發施行，具體制度沿用《城鎮鄉地方自治章程》，並僅將「城」、「鎮」統一改稱為「市」，「鄉」的名稱則不變:6。中正鎮之地在清末民初時為中正鄉（第一次），1912年（民國元年）4月起劃屬新設立的灌雲縣:15, 197。國民政府建政後，灌雲縣於1929年（民國十八年）改劃為7個縣轄區，轄122個編區、21個鎮，中正鄉亦隨之改制為中正鎮（第一次），屬第一區。1946年（民國三十五年），灌雲縣調整其行政區劃，中正鎮是第一區內除板浦鎮（區治）、新民鎮外惟一未被裁撤的鎮:197-198。

### 中國共產黨建政後
1948年（民國三十七年）11月，灌雲縣全境成為解放区:19。灌雲縣人民委員會在1949年（民國三十八年）6月發佈的《人口面積暨行政概況表》中載稱灌雲縣轄16個縣轄區、185個鄉鎮，此時中正鎮首次被撤銷:20:199。1950年6月，灌雲縣調整其行政區劃，改設11個縣轄區、163個鄉鎮:1，中正鄉（第二次）在此次調整中獲恢復，屬板浦區:200，然而中正鄉在1952年11月時再度被撤銷，其地仍屬板浦區:203。
1957年12月30日，灌雲縣撤銷轄下的所有縣轄區，並調整其行政區劃為4個鎮、17個鄉（另有1個鎮、7個鄉劃屬新設立的灌南县），中正鎮之地屬東辛鄉:20:209。1958年8月，灌雲縣實行人民公社化:1，中正鎮之地屬東辛人民公社:210，東辛人民公社管理委员会駐地為槐樹生產大隊（前稱前進生產大隊），即中正:32, 191, 211。1981年，時為東辛人民公社的中正鎮有人口3.4萬人，面積63平方千米:211。1983年，灌雲縣實行政社分設，縣內包括東辛人民公社在內的所有人民公社改制為鄉。東辛鄉於1999年改制為中正鎮（第二次），使中正鎮獲恢復，惟中正鎮旋即於2000年6月再度被撤銷，並併入板浦鎮:41。中正鎮之地在2009年6月作為板浦鎮的一部分從灌雲縣劃入海州區。